# 加里·約翰遜
加里·厄爾·約翰遜（英語：Gary Earl Johnson，1953年1月1日—）是一位美國商人、作家和政治人物。在1995年至2003年期間，他以共和党人身份擔任新墨西哥州州長。在2012年和2016年美國總統選舉，他是自由意志黨的總統參選人，他也是2018年美國參議院選舉中獲自由意志黨提名的新墨西哥州參選人。

## 外部連結
- 2016年加里·約翰遜總統競選網站
- 智慧投票计划中的傳記、投票紀錄及利益集團評級
- Issue positions and quotes at On the Issues
- 聯邦選舉委員會中的競選財務報告和數據
- Appearances on C-SPAN programs
- 網路電影資料庫上的亮相頁面
- Collected news and commentary at The New York Times
- Collected news and commentary at The Wall Street Journal
- Works by or about 加里·約翰遜 in libraries (WorldCat catalog)
- C-SPAN內的頁面（英文）
- 政治反應中心（英语：OpenSecrets.org）的財務信息（页面存档备份，存于）

| 政党职务             | 政党职务                                    | 政党职务             |
| -------------------- | ------------------------------------------- | -------------------- |
| 前任者： 弗蘭克·邦德 | 新墨西哥州州長共和黨被提名人 1994年、1998年 | 繼任者： 約翰·桑切斯 |
| 前任者： 鮑勃·巴爾   | 自由意志黨總統候選人 2012年、2016年         | 現任                 |
| 官衔                 |                                             |                      |
| 前任者： 布魯斯·金   | 新墨西哥州州長 1995年－2003年               | 繼任者： 比尔·理查森 |